# Владислав Збаразький
Владислав Збаразький (*д/н —1581/1582) — князь українсько-литовського походження, державний діяч Речі Посполитої.

## Життєпис
Походив з роду впливових магнатів Збаразьких гербу Корибут. Син князя Андрія Збаразького та Ганни Гербурт. Про дату народження відсутні відомості. Здобув гарну домашню освіту. У 1540 році втратив батька, отримавши за розподілом його володінь південно-східну окраїну Збаразького повіту з центром у замку Волочища. У 1557 році одержав від уряду право на заснування містечка Волочиськ.
У 1561 році захопив у Яна Криштофа Тарновського містечко Сатанів з навколишніми селами у Подільському воєводстві. Цей наїзд Збаразького був невипадковим, знаменуючи собою давній порубіжний конфлікт за нові господарські угіддя між князями Збаразькими і краківським каштеляном Яном Тарновським.
Одружився приблизно 1569 або 1570 року з социніанкою (аріанкою) Софією Пшилуською. Під її впливом зрештою перейшов до социніанства. У 1570 році був послом від Волинського воєводства на сейм у Кракові.
З 1571 року до самої смерті був справцею Київського воєводства (особою після воєводи). Водночас отримав староство ботоцьке. У лютому 1573 року разом з київським намісником Василем Раєм передав священику Філіпу Одонію Трьохсвятительську церкву в Києві. Відомо, що Збаразький увійшов у конфлікт з київським гродським суддею Іваном Сущинським (Солтаном). У 1578 році вдруге стає послом на сейм в Кракові.
Помер наприкінці 1581 або напочатку 1582 року, ймовірно поховано у Києво-Печерській лаврі.

## Родина
Дружина — Софія Пшилуська
Діти:
- Стефан (д/н-1605)
- Костянтин (д/н-бл.1608)
- Петро (д/н-1612)
- Ганна (д/н-бл.1636)
- Маґдалена — княжна; чоловік — Вацлав Шемет
- Катерина (д/н-1618) дружина  Щенсни Харленського , київського підкоморія
- донька (ім'я невідоме), дружина Матвія Єло-Малинського